# Don Blackman
Don Blackman (Queens, 1 september 1953 – 11 april 2013) was een Amerikaanse pianist (ook elektrische piano), zanger en componist in de jazz en funk.
Toen hij kind was, was Charles McPherson een buurman en op vijftienjarige leeftijd speelde hij in diens groep, naast onder meer Louis Hayes. Begin jaren zeventig toerde hij met Parliament/Funkadelic en speelde hij met Earth, Wind and Fire en Roy Ayers. Hierna werd hij lid van Lenny White's groep Twennynine, waarvoor hij ook composities aandroeg. In 1982 verscheen zijn eerste plaat, op Arista Records, met daarop enkele nummers die in Europa een kleine hit werden. Fragmenten van dit album werden later gesampelt door rappers en house-musici. Blackman werkte tevens als sessiemuzikant, zo is hij te horen op albums van bijvoorbeeld Kurtis Blow, Bernard Wright, Najee, David Sanborn, Sting en World Saxophone Quartet. Tevens componeerde hij voor televisie, films en commercials, zoals het themanummer van de Nickelodeon-show "Gullah Gullah Island".
Blackman overleed in 2013 aan de gevolgen van kanker.

## Discografie
- Don Blackman, Arista Records, 1982 (Expansion Records, 2006) ('albumpick' Allmusic)
- Listen, Expansion Records, 2006